# Marian Pahars
Marian Pahars (Černovoļa, 5 augustus 1976) is een voormalig Lets voetballer en thans voetbaltrainer, die geboren is in Oekraïne. Lange tijd speelde hij voor de Engelse club Southampton FC, waar de media zijn oorspronkelijke voornaam "Marians" veranderden in "Marian". Hij sloot zijn actieve loopbaan af in 2010 bij FK Jūrmala en is sindsdien voetbalcoach. In 2013 werd hij benoemd tot de bondscoach van Letland. Vier jaar later stapte hij op.

## Spelerscarrière

### Skonto Riga
Pahars begon met voetballen toen hij acht jaar was. Toen kwam bij hem op school de toenmalige coach van Skonto Riga, Igor Andrejev. Dankzij hem raakte hij geïnspireerd te gaan voetballen. Zijn eerste club was Pardaugava waar hij net als bij zijn volgende club Skonto-Metals een jaar speelde. Hierna vertrok hij naar Skonto Riga, de oude club van Andreev.
Tijdens zijn periode bij Skonto was het ook dat Marian Pahars zijn debuut in het nationale team van Letland maakte. Ook raakten verschillende clubs, zoals Salernitana Calcio 1919, Werder Bremen en Casino Salzburg geïnteresseerd in de Let. Uiteindelijk ging hij naar geen van allen van deze clubs. Hij speelde 85 wedstrijden voor Skonto Riga en scoorde daarin 44 keer.

### Southampton FC
In 1999 vertrok Marian Pahars naar de Zuid-Engelse club Southampton. De club betaalde 800.000 pond voor hem. Door de deal was Pahars de eerste Let die in de Premier League kwam te spelen. Onder leiding van trainer-coach Dave Jones maakte hij zijn debuut in de hoogste afdeling van het Engelse profvoetbal op 5 april 1999, toen Southampton met 1-0 verloor van en bij Coventry City door een treffer van George Boateng in de 64ste minuut. Hij viel in dat duel na 68 minuten in voor James Beattie.
Pahars groeide uit tot een belangrijke waarde binnen het team van Southampton FC. Zo had hij, samen met zijn collega in de aanval (Beattie), in het seizoen 2001/2002 het hoogste aantaldoelpunten als aanvallersduo. Het totaal kwam uit op dertig doelpunten, waarvan er zestien van de voet van Pahars kwamen. Toen hij in het seizoen 2002/03 geopereerd was aan een hernia ging het minder goed met Pahars. Hij scoorde daarom minder vaak dan voorheen. In het seizoen 2004/05 degradeerde hij zelfs met de club. Het seizoen erop speelde hij wel nog voor de club, maar een jaar later vertrok hij er dan toch. In totaal speelde Pahars 137 wedstrijden voor Southampton en scoorde daarin 43 keer.

### Anorthosis Famagusta
In het seizoen 2006/07 speelde Pahars voor het Cypriotische Anorthosis Famagusta. Zijn trainer daar was de Georgische oud-international Temoeri Ketsbaia. Bij Famagusta vond Pahars zijn oude vorm weer terug. Zijn clubcarrière sloot Pahars af bij FK Jūrmala, waar hij nog eenmaal in actie kwam.

### Interlandcarrière
Marian Pahars maakte op 12 maart 1996 zijn debuut voor het Lets voetbalelftal. De wedstrijd eindigde in een 1–0 nederlaag tegen Cyprus. Zijn eerste doelpunt maakte hij tegen Polen. Pahars maakte deel uit van de selectie die Letland voor het eerst op een eindtoernooi vertegenwoordigde, het Europees kampioenschap 2004 in Portugal. Pahars speelde in totaal 75 interlands in de periode tussen 1996 en 2007. Hij vond daarin vijftien keer het net.
| Interlands van Marian Pahars voor Letland | Interlands van Marian Pahars voor Letland | Interlands van Marian Pahars voor Letland | Interlands van Marian Pahars voor Letland | Interlands van Marian Pahars voor Letland | Interlands van Marian Pahars voor Letland |
| №                                         | Datum                                     | Wedstrijd                                 | Uitslag                                   | Competitie                                | Goals                                     |
| ----------------------------------------- | ----------------------------------------- | ----------------------------------------- | ----------------------------------------- | ----------------------------------------- | ----------------------------------------- |
| 1                                         | 12 Mar 1996                               | Cyprus – Letland                          | 1–0                                       | Vriendschappelijk                         |                                           |
| 2                                         | 14 Aug 1996                               | Letland – Finland                         | 0–0                                       | Vriendschappelijk                         |                                           |
| 3                                         | 01 Sep 1996                               | Letland – Zweden                          | 1–2                                       | WK-kwalificatie                           |                                           |
| 4                                         | 05 Oct 1996                               | Letland – Schotland                       | 0–2                                       | WK-kwalificatie                           |                                           |
| 5                                         | 09 Oct 1996                               | Wit-Rusland – Letland                     | 1–1                                       | WK-kwalificatie                           |                                           |
| 6                                         | 09 Nov 1996                               | Oostenrijk – Letland                      | 2–1                                       | WK-kwalificatie                           |                                           |
| 7                                         | 14 Feb 1997                               | Cyprus – Letland                          | 2–0                                       | Vriendschappelijk                         |                                           |
| 8                                         | 15 Feb 1997                               | Letland – Litouwen                        | 1–0                                       | Vriendschappelijk                         |                                           |
| 9                                         | 17 Feb 1997                               | Polen – Letland                           | 3–2                                       | Vriendschappelijk                         | Goal                                      |
| 10                                        | 02 Apr 1997                               | Zwitserland – Letland                     | 1–0                                       | Vriendschappelijk                         |                                           |
| 11                                        | 30 Apr 1997                               | Letland – Wit-Rusland                     | 2–0                                       | WK-kwalificatie                           |                                           |
| 12                                        | 18 May 1997                               | Estland – Letland                         | 1–3                                       | WK-kwalificatie                           |                                           |
| 13                                        | 08 Jun 1997                               | Letland – Oostenrijk                      | 1–3                                       | WK-kwalificatie                           |                                           |
| 14                                        | 25 Jun 1997                               | Letland – Andorra                         | 4–1                                       | Vriendschappelijk                         |                                           |
| 15                                        | 10 Jul 1997                               | Letland – Estland                         | 2–1                                       | Baltische beker                           | Goal                                      |
| 16                                        | 11 Jul 1997                               | Litouwen – Letland                        | 1–0                                       | Baltische beker                           |                                           |
| 17                                        | 19 Aug 1997                               | Letland – Azerbeidzjan                    | 0–0                                       | Vriendschappelijk                         |                                           |
| 18                                        | 10 Sep 1997                               | Zweden – Letland                          | 1–0                                       | WK-kwalificatie                           |                                           |
| 19                                        | 11 Oct 1997                               | Schotland – Letland                       | 2–0                                       | WK-kwalificatie                           |                                           |
| 20                                        | 06 Feb 1998                               | Georgië – Letland                         | 2–1                                       | Vriendschappelijk                         |                                           |
| 21                                        | 08 Feb 1998                               | Malta – Letland                           | 2–1                                       | Vriendschappelijk                         | Goal                                      |
| 22                                        | 10 Feb 1998                               | Letland – Albanië                         | 2–2                                       | Vriendschappelijk                         | Goal · Goal                               |
| 23                                        | 21 Apr 1998                               | Letland – Litouwen                        | 1–2                                       | Baltische beker                           |                                           |
| 24                                        | 17 May 1998                               | Israël – Letland                          | 5–1                                       | Vriendschappelijk                         |                                           |
| 25                                        | 25 Jun 1998                               | Estland – Letland                         | 0–2                                       | Vriendschappelijk                         | Goal                                      |
| 26                                        | 19 Aug 1998                               | IJsland – Letland                         | 4–1                                       | Vriendschappelijk                         |                                           |
| 27                                        | 06 Sep 1998                               | Noorwegen – Letland                       | 1–3                                       | EK-kwalificatie                           | Goal                                      |
| 28                                        | 10 Oct 1998                               | Letland – Georgië                         | 1–0                                       | EK-kwalificatie                           |                                           |
| 29                                        | 14 Oct 1998                               | Slovenië – Letland                        | 1–0                                       | EK-kwalificatie                           |                                           |
| 30                                        | 10 Nov 1998                               | Tunesië – Letland                         | 3–0                                       | Vriendschappelijk                         |                                           |
| 31                                        | 24 Feb 1999                               | Israël – Letland                          | 2–0                                       | Vriendschappelijk                         |                                           |
| 32                                        | 31 Mar 1999                               | Letland – Griekenland                     | 0–0                                       | EK-kwalificatie                           |                                           |
| 33                                        | 05 Jun 1999                               | Letland – Slovenië                        | 1–2                                       | EK-kwalificatie                           | Goal                                      |
| 34                                        | 09 Jun 1999                               | Griekenland – Letland                     | 1–2                                       | EK-kwalificatie                           |                                           |
| 35                                        | 08 Sep 1999                               | Georgië – Letland                         | 2–2                                       | EK-kwalificatie                           |                                           |
| 36                                        | 09 Oct 1999                               | Letland – Noorwegen                       | 1–2                                       | EK-kwalificatie                           | Goal                                      |
| 37                                        | 02 Feb 2000                               | Roemenië – Letland                        | 2–0                                       | Vriendschappelijk                         |                                           |
| 38                                        | 03 Jun 2000                               | Letland – Finland                         | 1–0                                       | Vriendschappelijk                         |                                           |
| 39                                        | 16 Aug 2000                               | Letland – Wit-Rusland                     | 0–1                                       | Vriendschappelijk                         |                                           |
| 40                                        | 02 Sep 2000                               | Letland – Schotland                       | 0–1                                       | WK-kwalificatie                           |                                           |
| 41                                        | 07 Oct 2000                               | Letland – België                          | 0–4                                       | WK-kwalificatie                           |                                           |
| 42                                        | 15 Nov 2000                               | San Marino – Letland                      | 0–1                                       | WK-kwalificatie                           |                                           |
| 43                                        | 24 Mar 2001                               | Kroatië – Letland                         | 4–1                                       | WK-kwalificatie                           |                                           |
| 44                                        | 25 Apr 2001                               | Letland – San Marino                      | 1–1                                       | WK-kwalificatie                           | Goal                                      |
| 45                                        | 02 Jun 2001                               | België – Letland                          | 3–1                                       | WK-kwalificatie                           | Goal                                      |
| 46                                        | 03 Jul 2001                               | Letland – Estland                         | 3–1                                       | Baltische beker                           | Goal                                      |
| 47                                        | 05 Jul 2001                               | Letland – Litouwen                        | 4–1                                       | Baltische beker                           | Goal                                      |
| 48                                        | 15 Aug 2001                               | Letland – Oekraïne                        | 0–1                                       | Vriendschappelijk                         |                                           |
| 49                                        | 06 Oct 2001                               | Schotland – Letland                       | 2–1                                       | WK-kwalificatie                           |                                           |
| 50                                        | 14 Nov 2001                               | Letland – Rusland                         | 1–3                                       | Vriendschappelijk                         |                                           |
| 51                                        | 27 Mar 2002                               | Luxemburg – Letland                       | 0–3                                       | Vriendschappelijk                         |                                           |
| 52                                        | 17 Apr 2002                               | Letland – Kazachstan                      | 2–1                                       | Vriendschappelijk                         |                                           |
| 53                                        | 22 May 2002                               | Finland – Letland                         | 2–1                                       | Vriendschappelijk                         | Goal                                      |
| 54                                        | 07 Sep 2002                               | Letland – Zweden                          | 0–0                                       | EK-kwalificatie                           |                                           |
| 55                                        | 12 Oct 2002                               | Polen – Letland                           | 0–1                                       | EK-kwalificatie                           |                                           |
| 56                                        | 20 Nov 2002                               | San Marino – Letland                      | 0–1                                       | EK-kwalificatie                           |                                           |
| 57                                        | 19 Nov 2003                               | Turkije – Letland                         | 2–2                                       | EK-kwalificatie                           |                                           |
| 58                                        | 18 Feb 2004                               | Letland – Kazachstan                      | 3–1                                       | Vriendschappelijk                         | Goal                                      |
| 59                                        | 31 Mar 2004                               | Slovenië – Letland                        | 0–1                                       | Vriendschappelijk                         |                                           |
| 60                                        | 28 Apr 2004                               | Letland – IJsland                         | 0–0                                       | Vriendschappelijk                         |                                           |
| 61                                        | 15 Jun 2004                               | Tsjechië – Letland                        | 2–1                                       | EK-eindronde                              |                                           |
| 62                                        | 19 Jun 2004                               | Letland – Duitsland                       | 0–0                                       | EK-eindronde                              |                                           |
| 63                                        | 23 Jun 2004                               | Nederland – Letland                       | 3–0                                       | EK-eindronde                              |                                           |
| 64                                        | 02 Sep 2006                               | Letland – Zweden                          | 0–1                                       | EK-kwalificatie                           |                                           |
| 65                                        | 07 Oct 2006                               | Letland – IJsland                         | 4–0                                       | EK-kwalificatie                           |                                           |
| 66                                        | 11 Oct 2006                               | Noord-Ierland – Letland                   | 1–0                                       | EK-kwalificatie                           |                                           |
| 67                                        | 06 Feb 2007                               | Bulgarije – Letland                       | 2–0                                       | Vriendschappelijk                         |                                           |
| 68                                        | 07 Feb 2007                               | Hongarije – Letland                       | 2–0                                       | Vriendschappelijk                         |                                           |
| 69                                        | 28 Mar 2007                               | Liechtenstein – Letland                   | 1–0                                       | EK-kwalificatie                           |                                           |
| 70                                        | 06 Jun 2007                               | Letland – Denemarken                      | 0–2                                       | EK-kwalificatie                           |                                           |
| 71                                        | 12 Sep 2007                               | Spanje – Letland                          | 2–0                                       | EK-kwalificatie                           |                                           |
| 72                                        | 13 Oct 2007                               | IJsland – Letland                         | 2–4                                       | EK-kwalificatie                           |                                           |
| 73                                        | 17 Oct 2007                               | Denemarken – Letland                      | 3–1                                       | EK-kwalificatie                           |                                           |
| 74                                        | 17 Nov 2007                               | Letland – Liechtenstein                   | 4–1                                       | EK-kwalificatie                           |                                           |
| 75                                        | 21 Nov 2007                               | Zweden – Letland                          | 2–1                                       | EK-kwalificatie                           |                                           |

## Trainerscarrière
Na zijn actieve loopbaan stapte Pahars het trainersvak in. Hij was trainer van Skonto FC en het Lets voetbalelftal onder 21, voordat hij op 16 juli 2013 werd aangesteld als bondscoach van de nationale A-ploeg nadat Aleksandrs Starkovs het veld had moeten ruimen na de afgetekende thuisnederlaag tegen Bosnië en Herzegovina (0–5) op 7 juni. Pahars debuteerde als bondscoach met een 1–1 gelijkspel in het vriendschappelijke duel tegen Estland op 14 augustus 2013. De grootste overwinning die Pahars boekte met Letland was de 2–0 zege op Armenië in september 2014; twee maanden later leed hij met het elftal de grootste nederlaag, toen in een tegen Nederland met 6–0 werd verloren. Hij stapte in het voorjaar van 2017 op na de 5-0 nederlaag in een oefeninterland tegen Georgië en had de nationale ploeg in totaal 33 duels onder zijn hoede. Zijn voorganger Starkovs volgde hem op.
| Interlands Letland onder leiding van Marian Pahars | Interlands Letland onder leiding van Marian Pahars | Interlands Letland onder leiding van Marian Pahars | Interlands Letland onder leiding van Marian Pahars | Interlands Letland onder leiding van Marian Pahars | Interlands Letland onder leiding van Marian Pahars |
| №                                                  | Datum                                              | Wedstrijd                                          | Uitslag                                            | Competitie                                         |                                                    |
| -------------------------------------------------- | -------------------------------------------------- | -------------------------------------------------- | -------------------------------------------------- | -------------------------------------------------- | -------------------------------------------------- |
| 1                                                  | 14.08.2013                                         | Estland − Letland                                  | 1 − 1                                              | Oefeninterland                                     |                                                    |
| 2                                                  | 06.09.2013                                         | Letland − Litouwen                                 | 2 − 1                                              | WK-kwalificatie                                    |                                                    |
| 3                                                  | 10.09.2013                                         | Griekenland − Letland                              | 1 − 0                                              | WK-kwalificatie                                    |                                                    |
| 4                                                  | 11.10.2013                                         | Litouwen − Letland                                 | 2 − 0                                              | WK-kwalificatie                                    |                                                    |
| 5                                                  | 15.10.2013                                         | Letland − Slowakije                                | 2 − 2                                              | WK-kwalificatie                                    |                                                    |
| 6                                                  | 15.11.2013                                         | Ierland − Letland                                  | 3 − 0                                              | Oefeninterland                                     |                                                    |
| 7                                                  | 05.03.2014                                         | Macedonië − Letland                                | 2 − 1                                              | Oefeninterland                                     |                                                    |
| 8                                                  | 29.05.2014                                         | Letland − Estland                                  | 0 − 0                                              | Baltische Beker                                    |                                                    |
| 9                                                  | 31.05.2014                                         | Letland − Litouwen                                 | 1 − 0                                              | Baltische Beker                                    |                                                    |
| 10                                                 | 03.09.2014                                         | Letland − Armenië                                  | 2 − 0                                              | Oefeninterland                                     |                                                    |
| 11                                                 | 09.09.2014                                         | Kazachstan − Letland                               | 0 − 0                                              | EK-kwalificatie                                    |                                                    |
| 12                                                 | 10.10.2014                                         | Letland − IJsland                                  | 0 − 3                                              | EK-kwalificatie                                    |                                                    |
| 13                                                 | 13.10.2014                                         | Letland − Turkije                                  | 1 − 1                                              | EK-kwalificatie                                    |                                                    |
| 14                                                 | 16.11.2014                                         | Nederland − Letland                                | 6 − 0                                              | EK-kwalificatie                                    |                                                    |
| 15                                                 | 28.03.2015                                         | Tsjechië − Letland                                 | 1 − 1                                              | EK-kwalificatie                                    |                                                    |
| 16                                                 | 31.03.2015                                         | Oekraïne − Letland                                 | 1 − 1                                              | Oefeninterland                                     |                                                    |
| 17                                                 | 12.06.2015                                         | Letland − Nederland                                | 0 − 2                                              | EK-kwalificatie                                    |                                                    |
| 18                                                 | 03.09.2015                                         | Turkije − Letland                                  | 1 − 1                                              | EK-kwalificatie                                    |                                                    |
| 19                                                 | 06.09.2015                                         | Letland − Tsjechië                                 | 1 − 2                                              | EK-kwalificatie                                    |                                                    |
| 20                                                 | 10.10.2015                                         | IJsland − Letland                                  | 2 − 2                                              | EK-kwalificatie                                    |                                                    |
| 21                                                 | 13.10.2015                                         | Letland − Kazachstan                               | 0 − 1                                              | EK-kwalificatie                                    |                                                    |
| 22                                                 | 13.11.2015                                         | Noord-Ierland − Letland                            | 1 − 0                                              | Oefeninterland                                     |                                                    |
| 23                                                 | 25.03.2016                                         | Slowakije − Letland                                | 0 − 0                                              | Oefeninterland                                     |                                                    |
| 24                                                 | 29.03.2016                                         | Gibraltar − Letland                                | 5 − 0                                              | Oefeninterland                                     |                                                    |
| 25                                                 | 01.06.2016                                         | Letland − Litouwen                                 | 2 − 1                                              | Baltische beker                                    |                                                    |
| 26                                                 | 04.06.2016                                         | Estland − Letland                                  | 0 − 0                                              | Baltische beker                                    |                                                    |
| 27                                                 | 02.09.2016                                         | Letland − Luxemburg                                | 3 − 1                                              | Oefeninterland                                     |                                                    |
| 28                                                 | 06.09.2016                                         | Andorra − Letland                                  | 0 − 1                                              | WK-kwalificatie                                    |                                                    |
| 29                                                 | 07.10.2016                                         | Letland − Faeröer                                  | 0 − 2                                              | WK-kwalificatie                                    |                                                    |
| 30                                                 | 10.10.2016                                         | Letland − Hongarije                                | 0 − 2                                              | WK-kwalificatie                                    |                                                    |
| 31                                                 | 13.11.2016                                         | Portugal − Letland                                 | 4 − 1                                              | WK-kwalificatie                                    |                                                    |
| 32                                                 | 25.03.2017                                         | Zwitserland − Letland                              | 1 − 0                                              | WK-kwalificatie                                    |                                                    |
| 33                                                 | 28.03.2017                                         | Georgië − Letland                                  | 5 − 0                                              | Oefeninterland                                     |                                                    |

## Erelijst
- Virslīga: 1996, 1997, 1998 (Skonto Riga)
- Lets bekerwinnaar: 1997, 1998 (Skonto Riga)
- Lets Voetballer van het Jaar: 1999 (Skonto Riga), 2000, 2001 (Southampton)
- Baltische Beker: 2001, 2003 (Letland)